# Chorwaccy Laburzyści – Partia Pracy
Chorwaccy Laburzyści – Partia Pracy (chorw. Hrvatski laburisti – Stranka rada, HL-SR) – chorwacka partia polityczna.

## Historia
Partia powstała 31 marca 2010 z inicjatywy Dragutina Lesara, dawnego działacza związkowego i posła do Zgromadzenia Chorwackiego z ramienia HNS-LD. Ugrupowanie określiło się jako lewicowe, koncentrując swój program polityczny m.in. na kwestiach praw pracowniczych. Partia wystartowała samodzielnie w wyborach w 2011, w skali kraju otrzymała około 6% głosów, co przyniosło jej 6 mandatów poselskich. W pierwszych w historii Chorwacji wyborach do Parlamentu Europejskiego w 2013 HL-SR z wynikiem 5,77% głosów wywalczyła 1 mandat (uzyskał go Nikola Vuljanić). Reprezentację w PE partia utraciła w 2014.
W 2015 na czele ugrupowania stanęła Nansi Tireli. Dołączyła z laburzystami do Koalicji Kukuriku i następnie do nowo powołanego centrolewicowego sojuszu Chorwacja Rośnie. W wyborach w tym samym roku trzech przedstawicieli HL-SR zostało wybranych do parlamentu. W 2016 przewodniczącym partii został poseł Tomislav Končevski. W tym samym roku ugrupowanie nie odnowiło koalicji z socjaldemokratami, w wyniku przedterminowych wyborów znalazło się poza parlamentem.